# Drimys rubiginosa
Drimys rubiginosa är en tvåhjärtbladig växtart som beskrevs av A. C. Smith. Drimys rubiginosa ingår i släktet Drimys och familjen Winteraceae. Inga underarter finns listade.